# Gretchen Carlson
Pour les articles homonymes, voir Carlson.
Gretchen Elizabeth Carlson, née le 21 juin 1966 à Anoka, dans le Minnesota, aux États-Unis, est une commentatrice, journaliste à la télévision américaine et une écrivaine. Elle est nommée parmi les 100 personnes les plus influentes au monde, par le magazine Time, en 2017.
Elle est couronnée Miss Minnesota (en) 1988, puis Miss America 1989. Elle obtient son diplôme de l'université Stanford avec mention avant de se lancer dans une carrière en télévision.
Ayant acquis de l'expérience en tant que présentatrice et journaliste pour plusieurs réseaux locaux affiliés, elle rejoint CBS News, en tant que correspondante en 2000 puis devient co-animatrice de l'édition du samedi de The Early Show. En 2005, elle rejoint Fox News Channel et devient l'animatrice de l'émission matinale Fox & Friends, avec Steve Doocy (en) et Brian Kilmeade (en). En 2013, elle annonce son départ de Fox & Friends et lance peu après un nouveau programme intitulé The Real Story (en). Son contrat avec Fox News expire le 23 juin 2016.
Le 6 juillet, elle intente des poursuites contre Roger Ailes, alors président et chef de la direction de Fox News, pour harcèlement sexuel. Grâce aux enregistrements faits par Carlson de leurs réunions privées durant un an et demi, celui-ci est forcé de démissionner sous la pression. En septembre 2016, Gretchen Carlson et la 21st Century Fox s'accordent (en) sur les poursuites, pour un montant de 20 millions de dollars.
Dans le film  Scandale, sorti en 2019 et relatant le harcèlement dont elle fut victime et les poursuites contre Roger Ailes, son rôle est joué par Nicole Kidman.
Dans la mini-série The Loudest Voice, sortie en 2019 et relatant l'histoire de la chaîne Fox News, son rôle est joué par Naomi Watts.

### Source de la traduction
- (en) Cet article est partiellement ou en totalité issu de l’article de Wikipédia en anglais intitulé « Gretchen Carlson » (voir la liste des auteurs).